# Сават

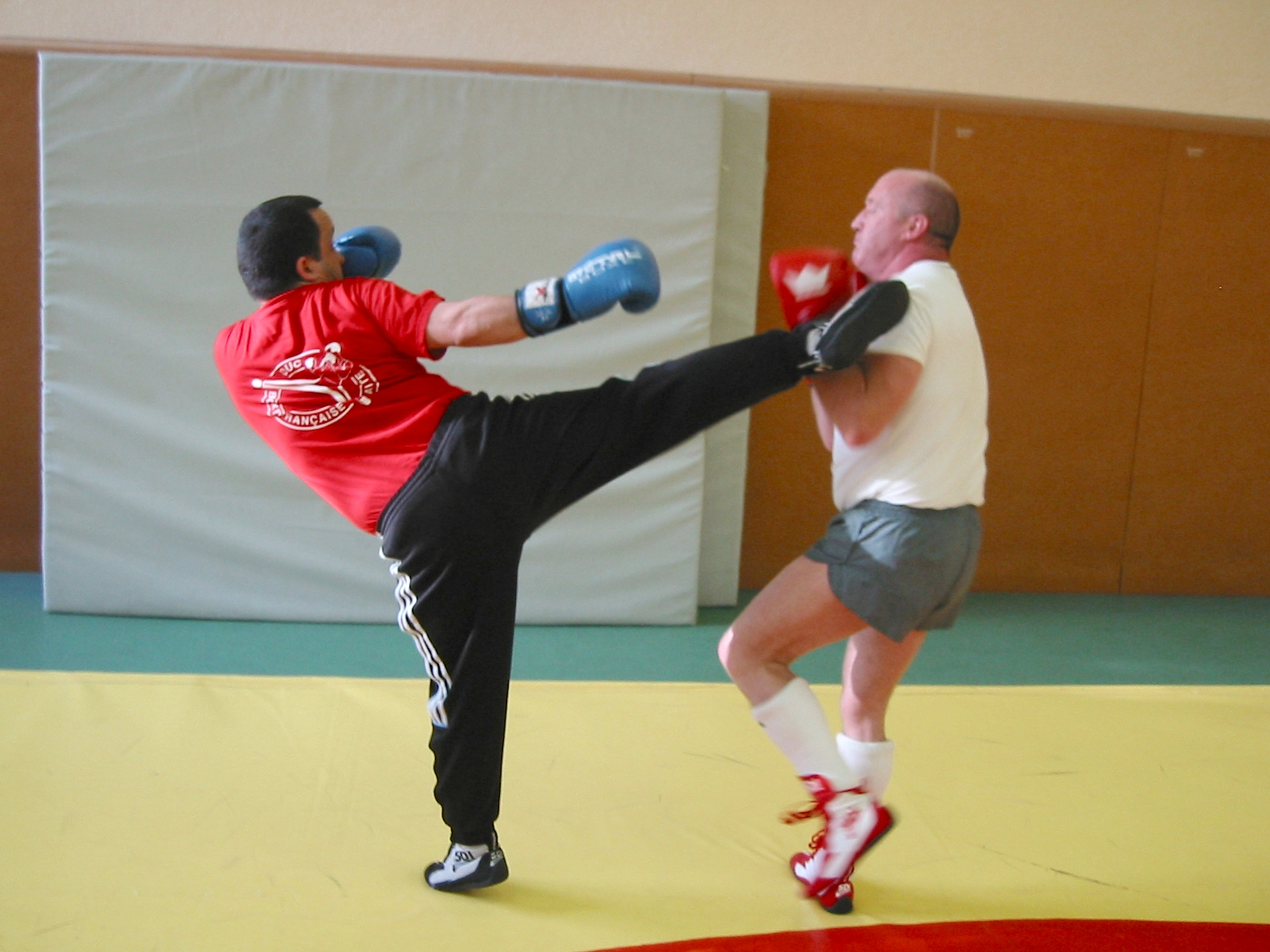

Сава́т, французький бокс (фр. savate, досл. ст.фр. «поношене взуття») — французьке бойове мистецтво.

## Історія

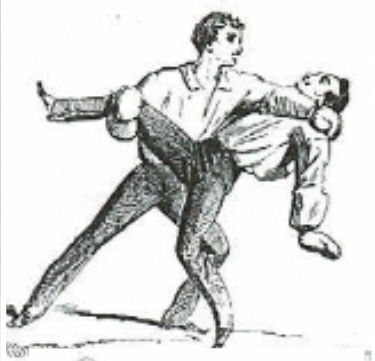
Сават на старій літографії

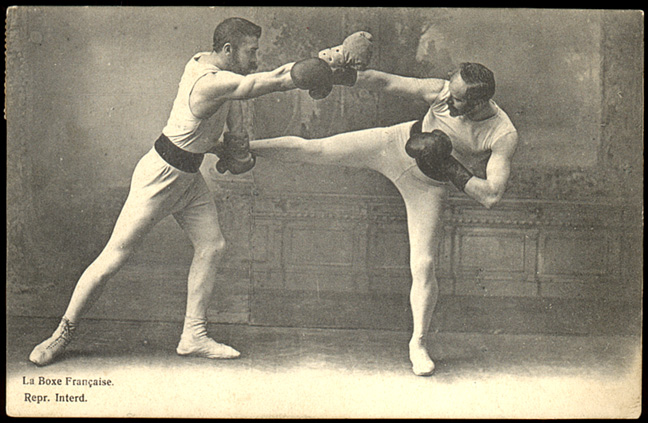
Сават став французьким боксом

Сават як бойове мистецтво був розроблений і практикувався моряками в Марселі. Під час Французької революції французьких вояків навчали прийомам сават. З початку XIX століття сават, що її в деяких місцевостях називали «шосон» (від фр. Chausson — пантофля), набула широкого поширення насамперед в кримінальному та шахрайському середовищі. У той час сават була не видом спорту, а лише різновидом боротьби.
З 1820 року сават почали цікавитися й вищі прошарки суспільства. Навіть фехтувальні школи включали елементи сават до своєї програми.
Розвитку сават у Франції особливо посприяли двоє людей. Першим з них був Мішель Кассе (Michel Casseux, 1794—1869), який 1825 року відкрив першу школу сават. Він також був першим, який розробив правила сават, за якими деякі особливо небезпечні прийоми, такі як удари головою, були заборонені. Проте сават не змогла остаточно втратити свій кримінальний флер, насамперед через те, що удари завдавали голими руками.
Близько 1830 року Шарль Лекур (Charles Lecour, 1808—1894) поєднав сават з англійським боксом. З того часу сават стали називати «французьким боксом». З часом сават набув такої популярності, що навіть викладався в рамках занять зі спорту в середній школі.
Після Першої світової війни кількість спортсменів, які практикували сават, значно зменшилася. Проте під час Літніх олімпійських ігор 1924 року в Парижі сават був представлений широкій міжнародній громадськості. Після 1945 року завдяки зусиллям популяризатора сават П'єра Барюзі, кількість прихильників цього бойового мистецтва значно зросла. А 1985 року навіть виникла потреба створити французьке товариство сават, до якого також увійшли прихильники французького бойового мистецтва з палицями (фр. Bâton français — досл. французька палиця) та тростинами (фр. Canne).
1 березня 2008 року «французький бокс сават» був визнаний Міжнародною федерацією університетського спорту. Перший університетський чемпіонат світу з сават відбувся 25-26 червня 2010 року в місті Нант.

## Опис
У бойовому мистецтві «сават — французький бокс» (Savate-Boxe Française) дозволяються удари кулаками та ногами. Сават відрізняється від таких бойових мистецтв, як карате чи кікбоксинг особливою технікою ударів. До спортивної форми сават належать боксерські рукавиці, боксерське взуття та так звана інтегральна форма (tenue intégrale — повний спортивний костюм).
Рівень володіння технікою позначається кольорами:
- Синій та зелений (початківці)
- Червоний і білий (просунутий етап)
- Жовтий (майстер, відповідає чорному поясу або першому дану в східноазійських єдиноборствах.
- Срібний (1, 2, 3 ступеня)

На формі спортсмени носять нашивки відповідних кольорів.
Єдиноборства з сават проводяться в трьох категоріях:
- Assaut: (напад, 3-я серія) Легкий контакт між суперниками. Оцінка бою проводиться за якістю продемонстрованої техніки, кількістю точних ударів та за тактичною поведінкою в бою. Жорсткий контакт і нокаут заборонені.
- Précombat: (перед-бій, 2-а серія) Ця категорія ще не є жорсткий боєм, проте тут дозволені нокаути. Спортсмени повинні мати додаткові захисні засоби (шолом, щитки).
- Combat: (бій, 1-а серія) Це категорія повноконтактного бою, мета якого полягає в нанесенні максимально можливої кількості ударіві або нокаут. Бій проводиться з мінімальними захисними засобами (взуття, боксерські рукавиці, бандаж, капа, нагрудні щитки).

## Техніка
Удари ногою:
- фуете — fouetté («батіг», удар з розвороту)
- шассе — chassé (удар збоку або спереду)
- реверс — revers (удар зворотною стороною ноги)
- coup de pied bas — (низький удар по гомілці; при ударі, саватист відхиляється назад)

Удари рукою:
- direct bras avant (прямий удар передньою рукою)
- direct bras arrière (перехресний удар задньою рукою)
- crochet (хук зігнутою рукою)
- uppercut (аперкот будь-якою рукою)

## Сават в Україні
В Україні діє ГО «УКРАЇНСЬКА ФЕДЕРАЦІЯ ФРАНЦУЗЬКОГО БОКСУ "САВАТ"», яка розташована в місті Одеса. У жовтні 2008 року Міністерством України у справах сім'ї, молоді та спорту Французький бокс Сават було офіційно визнано видом спорту, що розвивається в Україні.